# Emily Bergl
Anne Emily Bergl, semplicemente nota come Emily Bergl (Milton Keynes, 25 aprile 1975), è un'attrice britannica.

## Biografia
Bergl nasce a Milton Keynes in Inghilterra, da madre irlandese e padre inglese di professione architetto. Da bambina, si trasferisce con la famiglia a Chicago e frequenta la Glenbrook South High School e il Grinnell College.
Nel 1997 si laurea in inglese e teatro e debutta sul grande schermo nel 1999 in Carrie 2 - La furia, il sequel del film del 1976 Carrie - Lo sguardo di Satana. Partecipa a numerose serie televisive tra cui E.R. - Medici in prima linea, Una mamma per amica e Star Trek: Enterprise e nel 2002 ottiene un ruolo da protagonista nella mini-serie di Steven Spielberg Taken.
Nel 2009 recita in Becky Shaw al Second Stage Theatre di New York e nel 2010 si esibisce nello show cabaret Kidding on the Square a Los Angeles, New York e Chicago.
Nel 2010 entra nel cast di Desperate Housewives nel ruolo di Beth, la nuova moglie di Paul Young.
Nel 2014 interpreta Sammi (figlia primogenita di Frank Gallagher) in Shameless.

## Filmografia

### Cinema
- Carrie 2 - La furia (The Rage: Carrie 2), regia di Katt Shea (1999)
- Chasing Sleep, regia di Michael Walker (2000)
- Maial Campers - Porcelloni al campeggio (Happy Campers), regia di Daniel Waters (2001)
- Final Draft, regia di Oren Goldman e Stav Ozdoba (2003)
- The Hard Easy, regia di Ari Ryan (2005)
- Fur - Un ritratto immaginario di Diane Arbus (Fur: An Imaginary Portrait of Diane Arbus), regia di Steven Shainberg (2006)
- Date Blind, regia di David Ariniello - cortometraggio (2009)
- Grassroots, regia di Stephen Gyllenhaal (2012)

### Televisione
- Wasteland – serie TV, episodio 1x05 (1999)
- NYPD - New York Police Department (NYPD Blue) – serie TV, episodio 7x12 (2000)
- E.R. - Medici in prima linea (ER) – serie TV, episodio 6x22 (2000)
- Providence – serie TV, episodi 3x19-3x20-3x21 (2001)
- Taken – miniserie TV, 5 puntate (2002)
- Una mamma per amica (Gilmore Girls) – serie TV, 4 episodi (2001-2003)
- Star Trek: Enterprise – serie TV, episodio 3x09 (2003)
- CSI: Miami – serie TV, episodio 2x13 (2004)
- Law & Order: Criminal Intent – serie TV, episodio 5x17 (2006)
- Sospetto letale (The Governor's Wife), regia di David Burton Morris – film TV (2008)
- Men in Trees - Segnali d'amore (Men in Trees) – serie TV, 36 episodi (2006-2008)
- Medium – serie TV, episodio 5x02 (2009)
- The Good Wife – serie TV, episodi 1x06-1x07 (2009)
- Grey's Anatomy – serie TV, episodio 6x22 (2010)
- Southland – serie TV, 13 episodi (2009-2011)
- Desperate Housewives – serie TV, 13 episodi (2010-2011)
- Royal Pains – serie TV, episodi 3x04-3x05 (2011)
- Hawaii Five-0 – serie TV, episodio 2x02 (2011)
- The Mentalist – serie TV, episodio 4x20 (2012)
- Shameless – serie TV, 21 episodi (2014-2015)
- Law & Order - Unità vittime speciali (Law & Order: Special Victims Unit) – serie TV, episodio 16x16 (2015)
- American Crime – serie TV, 9 episodi (2016-2017)
- You – serie TV, episodio 1x04 (2018)
- Le regole del delitto perfetto (How to Get Away with Murder) – serie TV, 1 episodio (2019)
- La fantastica signora Maisel (The Marvelous Mrs. Maisel) – serie TV, 8 episodi (2018-2023)

## Doppiatrici italiane
Nelle versioni in italiano dei suoi lavori, Emily Bergl è stata doppiata da:
- Tiziana Avarista in Desperate Housewives - I Segreti di Wisteria Lane, Providence, Star Trek Entreprise, La fantastica signora Maisel
- Monica Bertolotti in Carrie 2 - La furia, Elementary
- Antonella Baldini in ER - Medici in prima linea, Law & Order: Unità vittime speciali
- Emanuela D'Amico in Una mamma per amica, Le regole del delitto perfetto
- Maura Cenciarelli in The Good Wife
- Eleonora De Angelis in Shameless
- Emanuela Damasio in Men in Trees - Segnali d'amore
- Valentina Mari in Wasteland
- Laura Lenghi in Taken
- Francesca Fiorentini in Medium
- Francesca Manicone in Royal Pains
- Maria Letizia Scifoni in Grey's Anatomy
- Laura Latini in CSI: Miami
- Laura Cosenza in NYPD - New York Police Department
- Rossella Acerbo in Southland
- Beatrice Caggiula in Law & Order - Criminal Intent
- Roberta Gasparetti in Hawaii Five-0
- Michela Alborghetti in The Knick
- Germana Pasquero in Scandal
- Emanuela Baroni in You
- Georgia Lepore in Mindhunter
- Anna Cugini in FBI: Most Wanted